# Olibriusz
Olibriusz, Anicius Olybrius (ur. ok. 420 – zm. 2 listopada 472) – cesarz zachodniorzymski od kwietnia do 2 listopada 472 roku.
Został cesarzem dzięki poparciu cesarza wschodniorzymskiego Leona I, który wysłał go do Rzymu w celu załagodzenia sporów pomiędzy patrycjuszem Rycymerem a cesarzem Antemiuszem, które jednak zakończyły się usunięciem Antemiusza i obwołaniem cesarzem Olibriusza. Jego żoną była Placydia, młodsza córka cesarza Walentyniana III, był ojcem Juliany Anicji.
Już w 461 król Wandalów Genzeryk popierał kandydaturę Olibriusza na cesarza zachodniorzymskiego. W roku 464 sprawował godność konsula z nominacji cesarza Leona. Ponieważ Huneryk, najstarszy syn Genzeryka, był żonaty z Eudokią siostrą Placydii, Rycymer mógł liczyć na przychylność Wandalów w negocjacjach z wykorzystaniem Olibriusza. Mogło to mieć wpływ na jego wyniesienie na tron cesarski w Rzymie. Wybór Olibriusza nie został jednak zatwierdzony przez Leona.
Czas sprawowania władzy cesarskiej przez Olibriusza przypadł na oblężenie i splądrowanie Rzymu przez Rycymera i sprzymierzonych z nim Burgundów. Po śmierci Rycymera 18 sierpnia 472 jego miejsce zajął królewicz burgundzki Gundobad, którego Olibriusz uczynił patrycjuszem. Zapewne już wcześniej Gundobad z nadania Rycymera był dowódcą wojsk w Galii (magister militum per Gallias), a obecnie przejął wszystkie tytuły po wuju (magister militum praesentalis et patricius). Miejsce Gundobada jako głównodowodzącego w Galii zajął jego stryj i król Burgundów Chilperyk I.
Następcą Olibriusza został po kilkumiesięcznej przerwie z woli Gundobada w marcu 473 Gliceriusz.
Na monetach (tremissis RIC 3003) Olibriusza występuje na awersie nowa legenda SALVS MVNDI („dobrobyt świata”).